# Amber Aerts
Amber Aerts (Hasselt (België), 31 augustus 2006) is een Belgische (musical)actrice. Ze is vooral bekend van de jeugdreeks #LikeMe, waarin ze sinds 8 januari 2025 het personage van Mia Sand vertolkt, als opvolger van Pommelien Thijs.

## Biografie
Aerts is afkomstig uit een muzikale familie uit Diepenbeek. Ze volgde tijdens haar vroege jeugd eerst klassieke zang en daarna musical aan het conservatorium van Hasselt. Ze zong mee in kinderkoren en speelde en trad op achtjarige leeftijd voor het eerst op in een musical.
Ze studeerde Woordkunst-Drama aan de Provinciale Kunsthumaniora Hasselt. Ze was van plan om kleuteronderwijzeres te worden, maar na haar humaniora besloot ze niet verder te studeren en werd professioneel actrice om zich volledig op haar hoofdrol in #LikeMe te kunnen concentreren.
Ze was tijdens haar studies actief bij Illusoir, een theater- en musicalgezelschap in Hasselt en in enkele amateurtheatergezelschappen. Zij speelde een hoofdrol in de voorstelling Oorlogsvrouwen, met monologen over de positie van de vrouw in de Tweede Wereldoorlog. Daarnaast was Aerts een vaste stemactrice in de Ketnet-animatieserie Ridder Muis.
Amber Aerts was in het voorjaar 2024 Jez!-jongere, de grootste Vlaamse goede doelen-actie die meer dan 200 jongerenorganisaties in Vlaanderen en Brussel steunt.
Amber Aerts reageerde in juli 2023 op een oproep voor een "nieuwe" muzikale fictiereeks van het productiehuis Fabric Magic van #LikeMe. Ze werd uitgenodigd om audities te doen en werd na een selectieprocedure van een jaar tot haar verrassing gekozen als hoofdrolspeler in het nieuwe seizoen van #LikeMe in opvolging van Pommelien Thijs, waarvan de opnames in de zomer 2024 startten. Amber Aerts speelde vanaf 8 januari 2025 mee in de dertien afleveringen van het vijfde seizoen van #LikeMe. De kijkcijfers waren bijzonder hoog. Samen met de andere acteurs van #LikeMe trad ze op in live-voorstellingen onder andere in het Wijnegem Shopping Centrum, de Lotto Arena en het Sportpaleis.